# 盖塔山脊
盖塔山脊(Dorsum Guettard)是位于月球知海中的一道皱岭，其中心月面坐标为10°00′S 18°00′W / 10.0°S 18.0°W，全长40公里，名称取自十八世纪法国博物学家"让·艾蒂安·盖塔"(Jean-Étienne Guettard，1715年9月22日-1786年1月7日)，1976年该名称被国际天文联合会正式批准接受。